# تركي بن عبد العزيز السديري
تركي بن عبدالعزيزالسديري (المهتني)، شاعر سعودي، ولد في 26 نوفمبر 1975 - 23 ذوالقعدة 1395. في مدينة الرياض، المملكة العربية السعودية. الأبن الأكبر للأميرعبد العزيز بن أحمد بن تركي السديري ووالدته نوف بنت إبراهيم بن سليمان أبو نيان لايوجد لديه اشقاء.

## بدايته
أحب الشعر في صغره لاعجابه بقصائد وروايات خال والده الشاعر الأمير محمد بن أحمد السديري وكان مثله الأعلى بالشعر وعلم نفسه بقرائة كتب ودواوين شعرية وبمجالسة شعراء وادباء حيث أسهم هؤلاء في صقل موهبته الشعر، حتى أصبح الشعرعشقه.الأول وبدأ الكتابة في سن الثالثه عشر واستمر فيها حتى انقطع عنها أثناء سفره للدراسة الجامعية. حتى اشتهر في بداياته بلقب (المهتني) وتعني الهانئ أو السعيد بحياته.

## نسبه وولادته
هو تركي بن عبد العزيز بن أحمد بن تركي بن عبد الله بن تركي بن محمد بن تركي بن سليمان السديري، من السدارى، من البدارين، من آل زايد، من الدواسر.
ينقل هاري سانت جون فيلبي أن قبيلة الدواسر تكونت في القرن السادس الهجري / الثاني عشر الميلادي عبر تصاهر بين جماعات من قبيلتي الازد ووائل، واستقرت في وادي الدواسر وحوله، ويمكننا تحديد منازل الدواسر بالمنطقة الممتدة من وادي الدواسر إلى حوطة بني تميم جنوبي الرياض، إن اسرة السديري فخذ من البدارين وهي أشهرهم وتنحدر من سلالة سليمان السديري الذي يمتد نسبة إلى قحطان.
والسدارى هم أهل بلدة الغاط في اقليم سدير من نجد وقد استقروا فيها منذ عدة قرون وهي اسرة مهمة في نجد وتأثيرها واضح في الإدارة والمناصب القيادية في الدولة السعودية.

## حياته التعليمية
- 1997 - تخرج من مدارس الخليج الأهلية.
- 2000 - سافر إلى الولايات المتحدة الامريكية للدراسة الجامعية. لكن لم يكملها نظرا للأحداث المؤسفه في عام 2001 وعاد واكمل دراسته الجامعية بالسعودية.

## حياته العملية
بدأ حياته العملية في أحد الشركات التصنيع.
- 2002 - 2004 - التحق بالعمل لدى شركة علاقات عامة وتسويق.
- 2004 - التحق بالعمل في شركة فالكم للخدمات المالية.
- 2008 - التحق بالعمل في شركة تأمين.
- 2012 - أسس شركة دعاية واعلان.

## شعره
يمتاز شعره بالسهل الممتنع وسلاسة الكلمة والتصوير، وقد تعاون مع عدة فنانين وفنانات وهم الفنانه أنغام في البوم هيبة ملك عام 1998 ، الفنانه ديانا حداد في عمل انتج عام 2013 ، الفنان عبدالعزيز المنصور عام 2006  والفنان خالد الخالد عامي 1999 و 2001، الفنان محمد البكري عام 2000، ولقد انقطع عن الكتابة لفترة من عام 2002 إلى أن عاد من جديد عام 2020.

## المجموعة الشعرية
ينشراعمال كثيرة عبر منصات التواصل الاجتماعي والصحف  والمجلات المحلية، وقد سبق وأن اصدر ديوان صوتي يتضمن عدة قصائد تم انتاجه عام 1998.

## تعاونات فنية
| الأغنية      | الفنان / الفنانة   | الملحن             | سنة الانتاج | الشركة المنتجة |
| ------------ | ------------------ | ------------------ | ----------- | -------------- |
| ليه أحبك     | أنغام              | طلال مداح          | 1998        | فنون الجزيرة   |
| ثالث الأعياد | خالد الخالد        | طلال مداح          | 1999        | فنون الجزيرة   |
| خل النظر     | محمد البكري        | احمد الهرمي        | 2000        | رهوان للانتاج  |
| خذيني        | خالد الخالد        | خالد الخالد        | 2001        | فنون الجزيرة   |
| أوجاعي       | خالد الخالد        | خالد الخالد        | 2001        | فنون الجزيرة   |
| منت لي       | عبد العزيز المنصور | عبد العزيز المنصور | 2006        | روتانا         |
| ثالث الأعياد | ديانا حداد         | الموسيقار طلال     | 2013        | فنون الجزيرة   |

*بعض الأعمال الفنية لم يتم اضافتها حتى التحقق منها وتفاصيلها.

## وصلات خارجية
- حساب تويتر الرسمي (تركي بن عبد العزيز السديري)
- حساب انستاجرام الرسمي (تركي بن عبد العزيز السديري)

## انظر ايضًا
- محمد بن أحمد السديري
- السديري